# Tomasz Bajer (artysta)
Tomasz Bajer (ur. 1971 w Częstochowie) – polski artysta wizualny, rzeźbiarz, autor instalacji i akcji w przestrzeni publicznej.
Ukończył studia w Akademii Sztuk Pięknych we Wrocławiu. Studiował na Wydziale Ceramiki i Szkła pod kierunkiem prof. Krystyny Cybińskiej. 
Obszarem jego aktywności twórczej jest sztuka społeczna i postkonceptualna, instalacje, obiekty, rzeźba, multimedia, malarstwo z silnym wpływem dadaizmu. Wczesne prace artysty z lat 90. inspirowane były gnostycyzmem oraz twórczością Angelusa Silesiusa i Jakuba Böhmego, najnowsze prace skupiają się wokół kultury niezależnej, spraw społecznych i polityki. Działania Tomasza Bajera bliskie są strategiom alterglobalistycznym, takim jak culture jamming, które artysta transponuje na język sztuki współczesnej.
Jest dwukrotnym stypendystą Ministra Kultury.
Odbył pobyty rezydencyjne w Carrarze, Essen, Strasburgu, Monachium, Newcastle upon Tyne, Egon Schiele Art Centrum – Český Krumlov i Pecz. Jego prace znajdują się w kolekcji MOCAK w Krakowie, Dolnośląskiej Zachęty Sztuk Pięknych we Wrocławiu i MOMA w Krakowie/Niepołomice.
Brał udział w kilku wystawach  gdańskiego Centrum Sztuki Współczesnej Łaźnia: Transfer oraz Skąd jesteś? (1998), Sąsiedzi/Nachbarn. Wątki niemieckie w polskiej sztuce współczesnej (2010) i Polityko: nie lubię cię, ale to ty mnie kochasz (2013).